# I Wanna Live
I Wanna Live – singel zespołu Ramones, promujący album Halfway to Sanity, wydany w Wielkiej Brytanii i Holandii w 1987 przez wytwórnie Beggars Banquet Records i Torso.

## Lista utworów
Wersja brytyjska (7"):
1. „I Wanna Live” (Dee Dee Ramone/Daniel Rey) – 2:36
2. „Merry Christmas (I Don't Want To Fight Tonight) (Extended)” (Joey Ramone) – 2:34

Wersja brytyjska (12"):
1. „I Wanna Live” (Dee Dee Ramone/Daniel Rey) – 2:36
2. „Merry Christmas (I Don't Want To Fight Tonight) (Extended)” (Joey Ramone) – 2:34

Wersja holenderska (7"):
1. „I Wanna Live” (Dee Dee Ramone/Daniel Rey) – 2:36
2. „A Real Cool Time” (Joey Ramone) – 2:38

## Skład
- Joey Ramone – wokal
- Johnny Ramone – gitara, wokal
- Dee Dee Ramone – gitara basowa, wokal
- Richie Ramone – perkusja